# Mendeli öröklődés emberben adatbázis
A Mendeli öröklődés emberben projekt egy adatbázis, amely katalogizálja az összes ismert genetikai kötődéssel rendelkező betegségeket, és ha lehet, akkor összekapcsolja azokat a hibáért felelős a humán genomban megtalálható génekkel. Az adatbázis könyv formájában is elérhető, mely jelenleg a 12. kiadásnál tart.
Az online verzió, az Online Mendelian Inheritance in Man, a National Library of Medicine Entrez adatbáziskeresőjén keresztül érhető el
Az OMIM™ és az Online Mendelian Inheritance in Man™ a Johns Hopkins University védjegyei.

## A gyűjtés folyamata
Az adatbázis információinak összegyűjtése dr. Victor A. McKusick (Johns Hopkins University) vezetése alatt zajlik, akit tudományos írók és szerkesztők segítenek.

## A MIM kód
Minden betegséghez és génhez rendelnek egy 6 számjegyből álló kódot, melyből az első számjegy határozza meg az öröklődés módját.
| Első számjegy | Kódok         | Öröklődés módja                                                |
| ------------- | ------------- | -------------------------------------------------------------- |
| 1             | 100000–199999 | Autoszomális lokuszok vagy fenotípusok (1994. május 15. előtt) |
| 2             | 200000–299999 | Autoszomális lokuszok vagy fenotípusok (1994. május 15. előtt) |
| 3             | 300000–399999 | X-kromoszóma kapcsolt lokuszok vagy fenotípusok                |
| 4             | 400000–499999 | Y-kromoszóma kapcsolt lokuszok vagy fenotípusok                |
| 5             | 500000–599999 | Mitokondriális lokuszok vagy fenotípusok                       |
| 6             | 600000–       | Autoszomális lokuszok vagy fenotípusok (1994. május 15. után)  |